# Championnat du Guatemala de football 1975
Navigation
Saison précédente Saison suivante
La Liga Nacional 1975 est la vingt-quatrième édition de la première division guatémaltèque.
Lors de ce tournoi, le CSD Municipal a tenté de conserver son titre de champion du Guatemala face aux onze meilleurs clubs guatémaltèques.
Chacun des douze clubs participant était confronté quatre fois aux onze autres équipes. Puis les trois meilleurs se sont affrontés une fois de plus lors de la phase triangulaire du championnat.
Seulement une place était qualificative pour la Coupe des champions de la CONCACAF et deux pour la Coupe de la Fraternité.

## Les 12 clubs participants
| \| Guatemala: Aurora FC CSD Comunicaciones CSD Municipal Tipografía Nacional Universidad SC Guatemala CSD Galcasa Juventud Catolica Guatemala Juventud Retalteca Dep. Suchitepéquez Guatemala Deportivo Tiquisate Guatemala Xelaju MC Deportivo Zacapa \| Localisation des clubs engagés dans le championnat. |
| Guatemala: Aurora FC CSD Comunicaciones CSD Municipal Tipografía Nacional Universidad SC Guatemala CSD Galcasa Juventud Catolica Guatemala Juventud Retalteca Dep. Suchitepéquez Guatemala Deportivo Tiquisate Guatemala Xelaju MC Deportivo Zacapa                                                           |

Ce tableau présente les douze équipes qualifiées pour disputer le championnat 1975. On y trouve le nom des clubs, le nom des stades dans lesquels ils évoluent ainsi que la capacité et la localisation de ces derniers.
| Club                    | Stade                            | Capacité          | Ville          |
| Aurora FC               | Stade de l'Ejército              | 13 300            | Guatemala City |
| CSD Comunicaciones      | Stade Mateo Flores               | 30 000            | Guatemala City |
| CSD Galcasa             | Stade inconnu                    | Capacité inconnue | Villa Nueva    |
| Juventud Catolica       | Stade inconnu                    | Capacité inconnue | Puerto Barrios |
| CSD Municipal           | Stade Mateo Flores               | 30 000            | Guatemala City |
| Juventud Retalteca      | Stade Óscar Monterroso Izaguirre | 8 000             | Retalhuleu     |
| Deportivo Suchitepéquez | Stade Carlos Salazar Hijo        | 12 000            | Mazatenango    |
| Tipografía Nacional     | Stade La Pedrera                 | Capacité inconnue | Guatemala City |
| Deportivo Tiquisate     | Stade Municipal de Tiquisate     | Capacité inconnue | Tiquisate      |
| Universidad SC          | Stade de la Revolución           | 5 000             | Guatemala City |
| Xelaju MC               | Stade Mario Camposeco            | 11 000            | Quetzaltenango |
| Deportivo Zacapa        | Stade David Ordoñez Bardales     | 10 000            | Zacapa         |

## Compétition
La compétition se déroule en deux phases:
- La phase régulière : quarante-quatre journées de championnat.
- La phase triangulaire : trois journées de championnat entre les trois meilleures équipes de la phase régulière.

### Phase régulière
Lors de la phase régulière les douze équipes affrontent à quatre reprises les onze autres équipes selon un calendrier tiré aléatoirement.
Les trois meilleures équipes sont qualifiées pour la phase triangulaire.
Le classement est établi sur l'ancien barème de points (victoire à 2 points, match nul à 1, défaite à 0).
Le départage final se fait selon les critères suivants :
- Le nombre de points.
- La différence de buts générale.
- Le nombre de buts marqué.

#### Classement
| Rang | Équipe                  | Pts | J  | G  | N  | P  | Bp | Bc | Diff |
| ---- | ----------------------- | --- | -- | -- | -- | -- | -- | -- | ---- |
| 1    | CSD Municipal T         | 70  | 44 | 29 | 12 | 3  | 88 | 29 | +59  |
| 2    | CSD Comunicaciones      | 69  | 44 | 29 | 11 | 4  | 65 | 22 | +43  |
| 3    | Aurora FC               | 66  | 44 | 29 | 8  | 7  | 93 | 51 | +42  |
| 4    | Juventud Catolica       | 51  | 43 | 20 | 11 | 12 | 78 | 58 | +20  |
| 5    | Juventud Retalteca      | 44  | 44 | 16 | 12 | 16 | 62 | 62 | 0    |
| 6    | Tipografía Nacional     | 42  | 44 | 17 | 8  | 19 | 59 | 42 | +17  |
| 7    | Xelaju MC               | 41  | 44 | 14 | 13 | 17 | 60 | 62 | -2   |
| 8    | CSD Galcasa P           | 35  | 44 | 13 | 9  | 22 | 53 | 68 | -15  |
| 9    | Deportivo Zacapa        | 34  | 43 | 11 | 12 | 20 | 61 | 73 | -12  |
| 10   | Deportivo Suchitepéquez | 33  | 44 | 8  | 17 | 19 | 43 | 66 | -23  |
| 11   | Deportivo Tiquisate P   | 24  | 44 | 6  | 12 | 26 | 47 | 93 | -46  |
| 12   | Universidad SC          | 17  | 44 | 6  | 5  | 33 | 23 | 90 | -67  |

| Légende : Qualifications et relégations | Légende : Qualifications et relégations     |
| --------------------------------------- | ------------------------------------------- |
|                                         | Qualifié pour la phase triangulaire         |
|                                         | T Tenant du titre P Promu de la saison 1974 |

### Phase triangulaire
Lors de la phase triangulaire les trois équipes qualifiées affrontent une fois les deux autres équipes selon un calendrier tiré aléatoirement.
Le premier de la phase triangulaire est sacré champion du Guatemala.
Le classement est établi sur l'ancien barème de points (victoire à 2 points, match nul à 1, défaite à 0).
Le départage final se fait selon les critères suivants :
- Le nombre de points.
- La différence de buts générale.
- Le nombre de buts marqué.

#### Classement
| Rang | Équipe             | Pts | J | G | N | P | Bp | Bc | Diff |
| ---- | ------------------ | --- | - | - | - | - | -- | -- | ---- |
| 1    | Aurora FC          | 4   | 2 | 2 | 0 | 0 | 7  | 5  | +2   |
| 2    | CSD Comunicaciones | 1   | 2 | 0 | 1 | 1 | 4  | 5  | -1   |
| 3    | CSD Municipal T    | 1   | 2 | 0 | 1 | 1 | 1  | 2  | -1   |

| Légende : Qualifications et relégations | Légende : Qualifications et relégations                                                                                |
| --------------------------------------- | --- |
|                                         | Coupe des champions de la CONCACAF 1976 (2e Tour de qualification) Coupe de la Fraternité 1976 (ru) (Phase de groupes) |
|                                         | Coupe de la Fraternité 1976 (ru) (Phase de groupes)                                                                    |
|                                         | T Tenant du titre |

## Bilan du tournoi
| Championnat du Guatemala de football 1975                 |                      |
| Champion                                                  | Aurora FC            |
| Dauphin                                                   | CSD Comunicaciones   |
| Qualifications continentales                              |                      |
| Coupe des champions 1976 (Deuxième tour de qualification) | Aurora FC            |
| Coupe de la fraternité 1976 (ru) (Phase de groupes)       | Aurora FC            |
| Coupe de la fraternité 1976 (ru) (Phase de groupes)       | CSD Comunicaciones   |
| Promotions et relégations                                 |                      |
| Promus en Liga Nacional de Guatemala                      | Cobán Imperial       |
| Promus en Liga Nacional de Guatemala                      | Juventud Escuintleca |
| Relégués en Primera División de Guatemala                 | Aucun                |